# 伯莎 (明尼蘇達州)
伯莎是一個位於美國明尼蘇達州托德縣的城市。

## 歷史
伯莎於1891年成立，1897年7月升格為城市，得名自早期定居者約翰·里斯托（John Ristau）之妻伯莎·里斯托（Bertha Ristau）。

## 人口
根據2020年美國人口普查的數據，伯莎的面積為2.81平方千米，皆為陸地。當地共有人口560人，而人口密度為每平方千米199人。